# Bobby Jones, naissance d'une légende
Pour plus de détails, voir Fiche technique et Distribution.

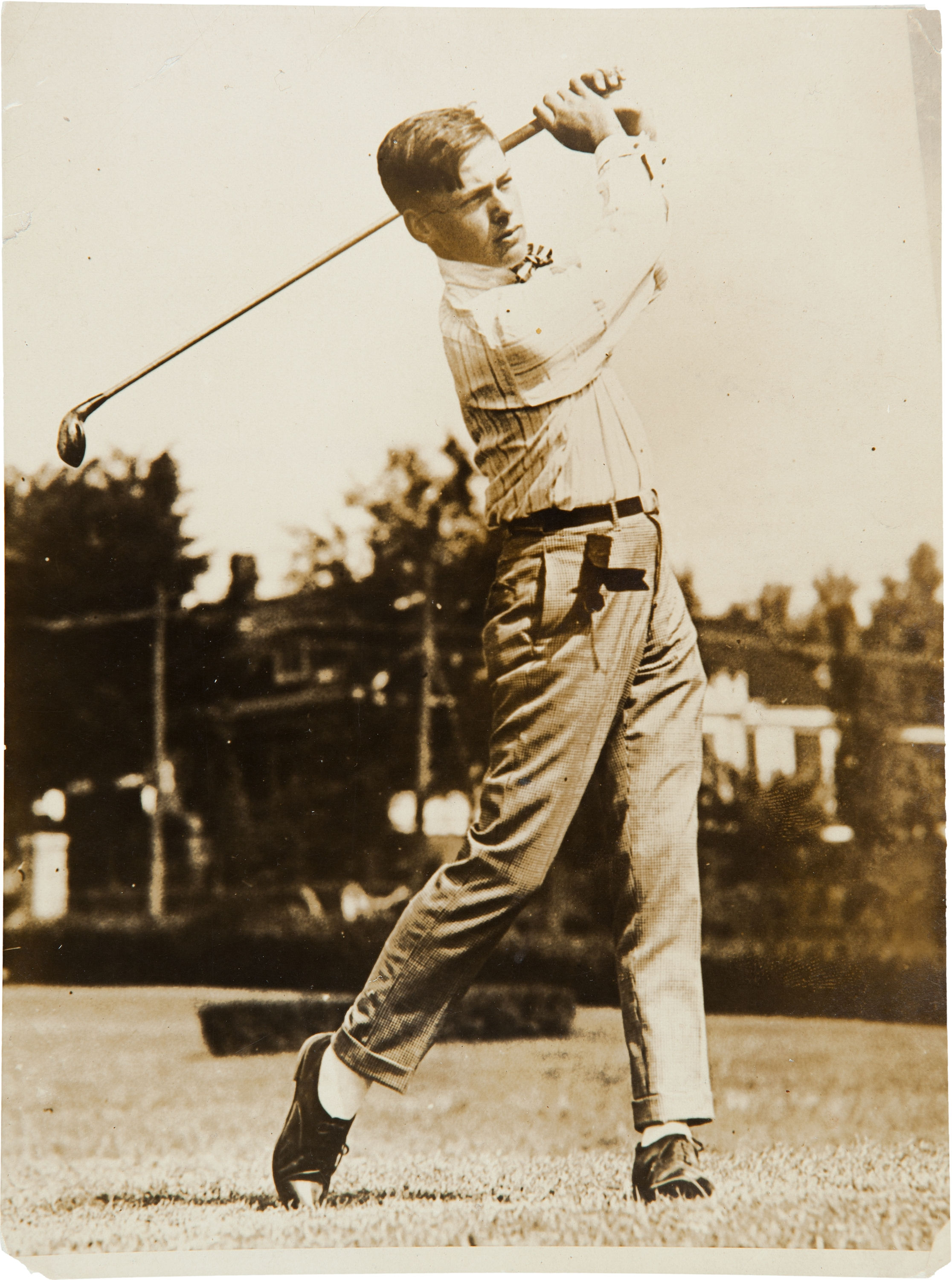
Bobby Jones.

Bobby Jones, naissance d'une légende (Bobby Jones: Stroke of Genius) est un film américain réalisé par Rowdy Herrington, sorti en 2004.

## Synopsis
L’histoire d’un simple amateur devenu une véritable légende du golf dans les années 1920.

## Fiche technique
- Titre : Bobby Jones, naissance d'une légende
- Titre original : Bobby Jones: Stroke of Genius
- Réalisation : Rowdy Herrington
- Scénario : Rowdy Herrington, adapté de la vie de Bobby Jones
- Images : Tom Stern
- Son : Neal Anderson
- Musique : James Horner
- Production : Rick Eldridge et Dave Ross pour Bobby Jones Films LLC et Dean River Productions
- Pays de production : États-Unis
- Format : Couleurs - 2,35:1 (Vistavision) - son Dolby numérique -  35 mm
- Genre : biographie
- Durée : 128 minutes
- Date de sortie : États-Unis : 30 avril 2004

## Distribution
- Jim Caviezel (VF : Damien Boisseau) : Bobby Jones
- Claire Forlani (VF : Françoise Cadol) : Mary Malone Jones
- Jeremy Northam (VF : Guy Chapellier) : Walter Hagen
- Malcolm McDowell (VF : Jean-Pierre Leroux) : O.B. Keeler
- Aidan Quinn : Harry Vardon
- Brett Rice (VF : Jean-Luc Kayser) : Big Bob Jones
- Connie Ray (VF : Brigitte Virtudes) : Clara Jones
- Dan Albright : le grand-père Jones
- Paul Freeman : Angus
- Alistair Begg (VF : Hervé Caradec) : Stewart Maiden
- Hilton McRae : Jimmy Maiden
- Elizabeth Omilami : Camilla
- Erin Aine (VF : Caroline Pascal) : Alexa Stirling
- Larry Thompson (VF : Jean-Bernard Guillard) : John Malone
- Devon Gearhart : Bobby Jones enfant

## Autour du film
Ce film est le premier pour lequel le Royal and Ancient Golf Club  de St Andrews ait donné une autorisation de tournage.